# Gabriel Mendoza
Gabriel Rafael Mendoza Ibarra (Sewell, O'Higgins, Chile, 22 de mayo de 1968-) es un exfutbolista y político chileno, apodado Coca Mendoza por su parecido con la actriz Coca Guazzini. Sus mejores campañas las realizó a fines de los años 80 con O'Higgins de Rancagua y a principios de los años 1990 con Colo-Colo, equipo en el que fue campeón nacional, de la Copa Libertadores de América de 1991, la Recopa y de la Interamericana el año 1992. Se desempeñó como concejal por Viña del Mar entre 2016 y 2021.

## Trayectoria
Nació en la ciudad minera de Sewell, pasó gran parte de su infancia en ese lugar, posteriormente se trasladó a Graneros.
Debutó profesionalmente en O'Higgins de Rancagua el año 1986, club en el que se destacó notoriamente, lo que hizo posible su contratación por Colo-Colo en 1991, equipo en el cual encajó de inmediato como lateral derecho, con gran libertad para descolgarse en el esquema de Mirko Jozić; tenía un estilo europeo aplicadamente defensivo, pero con mucho vértigo por las bandas laterales.
Tras ser uno de los mejores hombres en la Copa Libertadores y luego en la Copa América de Chile 1991 defendiendo los colores nacionales, estaba considerado entre los mejores marcadores de punta diestro del continente. Además fue elegido en el equipo ideal de la Conmebol ese mismo año.
A mediados de la años 1990, Mendoza fue fichado por los clubes São Paulo, de Brasil y Tigres de la Universidad Autónoma de Nuevo León, de México y Shandong Taishan de China pero sin poder consolidarse futbolísticamente. Posteriormente retornó al país a jugar por Santiago Wanderers y por Colo-Colo, en donde con altibajos continuó su carrera profesional. En la última etapa de su carrera jugó por Santiago Morning.

## Selección nacional
Mendoza disputó 36 partidos y anotó un gol con la Selección chilena de fútbol, siendo su debut la victoria por 2-0 contra Venezuela en Santiago, el 6 de julio de 1991 en el primer partido de la Copa América de ese año. En dicha copa, Mendoza fue uno de los puntos altos del equipo chileno junto al arquero Patricio Toledo. En la selección se mantuvo como lateral diestro titular indiscutido en los procesos de Arturo Salah, Mirko Jozic y Xabier Azkargorta, hasta el año 1996, en el que pierde el puesto ante la regularidad de Cristián Castañeda, Moisés Villarroel e incluso otras variantes.
Su último partido por el combinado nacional fue un amistoso efectuado el 2 de abril de 1997 ante Brasil en Brasilia, en el cual Chile fue derrotado 4-0. Después de esto no fue considerado por el entrenador Nelson Acosta, puesto que Mendoza era el capitán de la selección en el periodo anterior, esto con Xabier Azkargorta, entendiéndose la cercanía con el entrenador anterior.

### Participaciones en Clasificatorias para la Copa Mundial de Fútbol
| Eliminatorias              | País    | Resultado   | Posición | Partidos | Goles |
| -------------------------- | ------- | ----------- | -------- | -------- | ----- |
| Eliminatorias Francia 1998 | Francia | Clasificado | 4.º      | 1        | 0     |

### Participaciones en Copa América
| Copa América      | Sede    | Resultado     | Partidos |
| ----------------- | ------- | ------------- | -------- |
| Copa América 1991 | Chile   | Tercer lugar  | 6        |
| Copa América 1993 | Ecuador | Primera Ronda | 3        |
| Copa América 1995 | Uruguay | Primera Ronda | 3        |

## Actividad tras el retiro
En la década de 2000, Gabriel Mendoza volvió a figurar mediáticamente tras participar en los reality show La Granja VIP (en el que resultó finalista) y 1810 (donde obtuvo el primer lugar), ambos de Canal 13.
También participa activamente en los denominados showbol, realizados a lo largo de Chile y América, junto a Iván Zamorano, Marcelo Vega, Nelson Tapia, Rodrigo Pérez y otros exfutbolistas profesionales. Participa de eventos en empresas y campañas publicitarias.
Respecto a su actividad deportiva, es el director de la escuela de fútbol oficial de Colo-Colo en la ciudad de Viña del Mar, funcionando cada sábado en las tardes en el Valparaíso Sporting Club y desde 2016 en el sector de El Belloto en Quilpué, a las 10:00 de la mañana.
Considerar que hace más de 10 años apoya la actividad deportiva de miles de niños, de las Escuelas de Fútbol de Viña del Mar a través de la Casa del Deporte y otras actividades del deporte del Municipio de la Ciudad.
Gracias al apoyo que la he dado al deporte en la ciudad jardín fue elegido Concejal de Viña del Mar en las elecciones del año 2016 con más del 7% de los electores, siendo el candidato con mayor adhesión por parte de la ciudadanía en la comuna (Primera mayoría que le vale presidir el Concejo cuando la alcaldesa no esté presente), tomando juramento en su cargo el 6 de diciembre de ese mismo año en el Palacio Rioja. Dentro de ese puesto, Mendoza fue acusado de irregularidades por el incumplimiento de Mendoza en escuelas de fútbol municipales, donde no constaba que este hubiera desarrollado las actividades mencionadas, debiendo devolver el dinero pagado por la municipalidad.
Para las elecciones municipales de 2021, Mendoza postuló como alcalde de la Graneros, como candidato independiente apoyado por Chile Vamos, no resultando electo.y resultando ser el candidato menos votado entre 4 candidatos

## Clubes
| Club               | País   | Año       |
| ------------------ | ------ | --------- |
| O'Higgins          | Chile  | 1986-1990 |
| Colo-Colo          | Chile  | 1991-1995 |
| São Paulo          | Brasil | 1996      |
| Tigres UANL        | México | 1996-1997 |
| Santiago Wanderers | Chile  | 1998-2000 |
| Shandong Luneng    | China  | 2001      |
| Colo-Colo          | Chile  | 2001      |
| Santiago Morning   | Chile  | 2002      |

## Palmarés

### Como jugador

#### Campeonatos nacionales
| Título              | Club        | País   | Año           |
| ------------------- | ----------- | ------ | ------------- |
| Campeonato Nacional | Colo-Colo   | Chile  | 1991          |
| Campeonato Nacional | Colo-Colo   | Chile  | 1993          |
| Copa Chile          | Colo-Colo   | Chile  | 1994          |
| Liga de Ascenso     | Tigres UANL | México | Invierno 1996 |
| Liga de Ascenso     | Tigres UANL | México | Verano 1997   |
| Campeón de Ascenso  | Tigres UANL | México | 1996-97       |

#### Copas internacionales
| Título              | Equipo    | País  | Año  |
| ------------------- | --------- | ----- | ---- |
| Copa Libertadores   | Colo-Colo | Chile | 1991 |
| Recopa Sudamericana | Colo-Colo | Chile | 1992 |
| Copa Interamericana | Colo-Colo | Chile | 1992 |

### Distinciones individuales
| Distinción                                                                    | Año  |
| ----------------------------------------------------------------------------- | ---- |
| Parte del Equipo Ideal de América                                             | 1991 |
| Parte del Equipo del Año en Chile                                             | 1991 |
| Parte del Equipo del Año Chile                                                | 1992 |
| Hijo Ilustre de Graneros                                                      | 1992 |
| Mejor Futbolista de Chile (revista Minuto 90)                                 | 1992 |
| Parte del Equipo del Año en Chile                                             | 1993 |
| Incluido en el equipo ideal del Siglo de O'Higgins en votación de los Hinchas | 1999 |

## Historial electoral

### Elecciones municipales de 2016
Elección de concejales 2016 (Viña del Mar)
| Candidato                 | Pacto                          | Partido | Votos | %    | Resultado |
| ------------------------- | ------------------------------ | ------- | ----- | ---- | --------- |
| Gabriel Mendoza Ibarra    | Chile Vamos                    | Ind-UDI | 5.314 | 7,44 | Concejal  |
| Carlos Williams Arriola   | Chile Vamos                    | RN      | 4.835 | 6,68 | Concejal  |
| Macarena Urenda Salamanca | Chile Vamos                    | UDI     | 4.186 | 5,84 | Concejal  |
| Jaime Varas Valenzuela    | Chile Vamos                    | UDI     | 3.820 | 5,34 | Concejal  |
| Rodrigo Kopatic Valverde  | Chile Vamos                    | RN      | 3.699 | 5,17 | Concejal  |
| Laura Giannici Natoli     | Nueva Mayoría para Chile       | DC      | 2.948 | 4,12 | Concejal  |
| Pamela Hodar Alba         | Chile Vamos                    | UDI     | 2.813 | 3,95 | Concejal  |
| Víctor Andaur Godes       | Nueva Mayoría para Chile       | PC      | 2.550 | 3,57 | Concejal  |
| Pablo Lizana Medina       | Nueva Mayoría para Chile       | DC      | 2.119 | 2,94 |           |
| Jorge Martínez Arroyo     | Chile Vamos UDI-Indepentientes | UDI     | 2.091 | 2,91 |           |
| Rosario Pérez Izquierdo   | Chile Vamos RN-Independientes  | RN      | 1975  | 2,76 |           |
| Sandra Puebla Veas        | Nueva Mayoría para Chile       | PS      | 1.955 | 2,74 | Concejal  |
| Marcela Varas Fuentes     | Nueva Mayoría para Chile       | PPD     | 1.737 | 2,18 | Concejal  |

### Elecciones municipales de 2021
Elección de alcalde 2021 (Graneros)
| Candidato              | Pacto                 | Partido | Votos | %     | Resultado |
| ---------------------- | --------------------- | ------- | ----- | ----- | --------- |
| Claudio Segovia Cofré  | Independiente         | Ind.    | 7.337 | 55,37 | Alcalde   |
| Teresa Elgueta Moreno  | Unidad por el Apruebo | PR      | 2.924 | 22,06 |           |
| Jorge González Farias  | Independiente         | Ind.    | 1.751 | 13,21 |           |
| Gabriel Mendoza Ibarra | Chile Vamos           | Ind.    | 1.240 | 9,36  |           |

## Programas de televisión
| Año  | Programa           | Rol            | Canal       |
| ---- | ------------------ | -------------- | ----------- |
| 2005 | La granja VIP      | 2.º lugar      | Canal 13    |
| 2010 | 1810               | Ganador        | Canal 13    |
| 2024 | ¿Ganar o servir?   | 3.er eliminado | Canal 13    |
| 2025 | Top Chef VIP Chile | 7.º eliminado  | Chilevisión |